# Ölgi
Ölgi is een stad in Mongolië en is de hoofdplaats van de provincie Bajan-Ölgi, ze is gelegen aan de Hovd-rivier.
Ölgi telde in 2000 bij de volkstelling 28.060 inwoners. In 2008 bedroeg het aantal inwoners 28.500, in 2017 was dat aantal gestegen tot 34.500 personen.

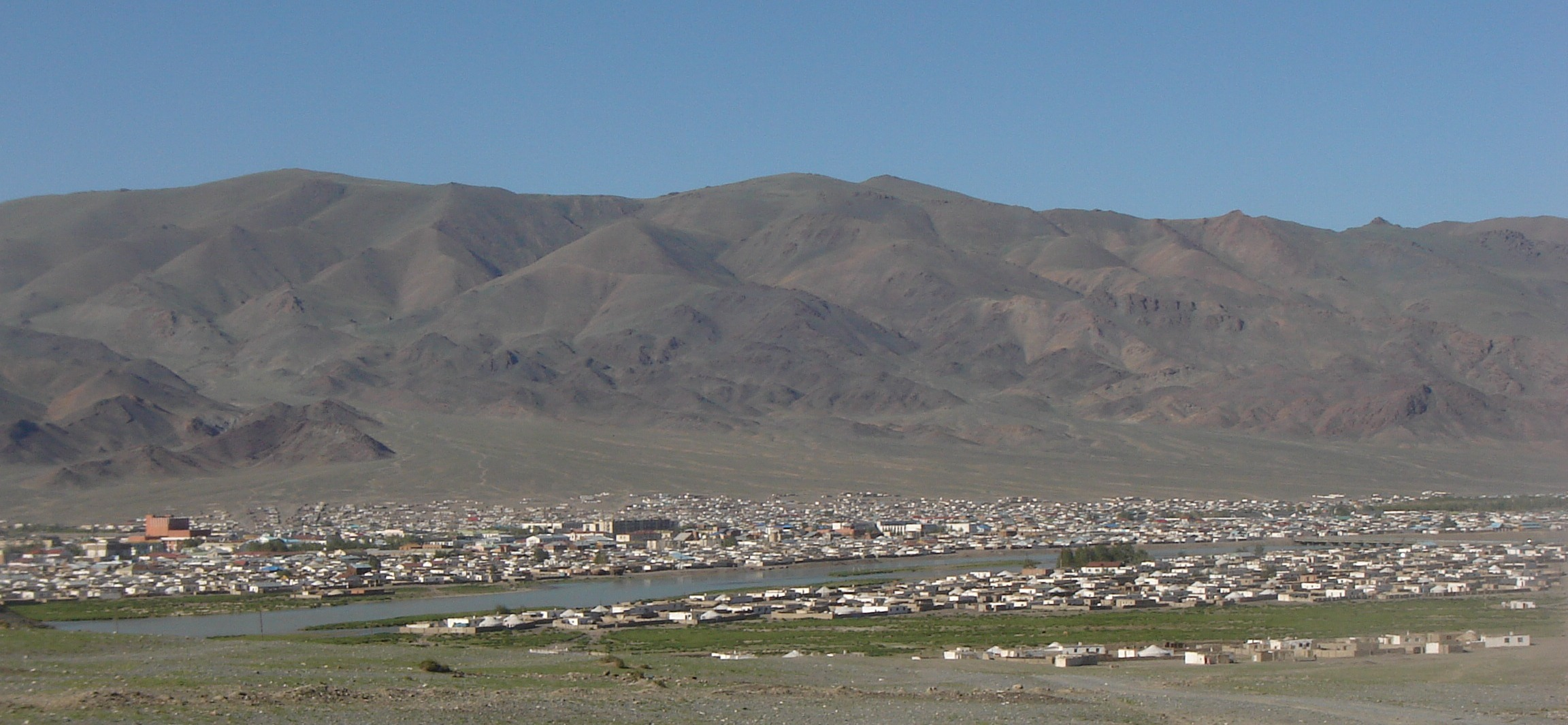
De stad ölgi

## Cultuur
Als centrum van een overwegend Kazachse regio van Mongolië, is het Kazachs de moedertaal taal die in Ölgi wordt gesproken. In de stad bevinden zich ten minste vier moskeeën. De stad is bekend om zijn Kazachse borduurwerk en kunst, muziek en jagen met adelaars. Elk jaar in oktober wordt het festival van de Gouden Adelaar gehouden, met demonstraties van deze oude Kazachse jachtgewoonte.

## Geschiedenis
Ölgi was een etnisch Kazachs dorp al voordat de staat Mongolië werd gesticht in 1911. Al ten minste 200 jaar kwamen de Kazachen naar het Altaj-gebied in westelijk Mongolië. Vaak was dit een gevolg van toenemende druk door het zich uitbreidende Russische keizerrijk. Hun aantal nam nog verder toe na de Russische revolutie van 1917 en de opkomst van het communisme in China vanaf 1949. Deze regio was in Mongolië ook het centrum van de islam, tot de religieuze vervolgingen in de jaren 1930, waarbij de moskee werd verwoest en de imam geëxecuteerd. De Mongoolse overheid trachtte aanvankelijk om de Kazachse taal en cultuur te onderdrukken, tot in 1939 de ajmag (provincie) Bajan-Ölgi werd gevormd, met Ölgi als zetel van het provinciebestuur.
Een groot deel van het centrum van de stad werd gebouwd tussen 1950 en 1980. Ölgi ontwikkelde zich minder dan de rest van Mongolië en was niet aangesloten op een spoorweg of verharde weg wegens de geïsoleerde ligging en het ontbreken delfstoffen. Na de omwenteling in Mongolië in 1991 en het uiteenvallen van de Sovjet-Unie, vertrok 25% van de bevolking naar het onafhankelijk geworden Kazachstan. Later kwamen velen weer terug en de bevolkingsomvang heeft zich grotendeels hersteld. In de 21e eeuw zijn de bouw-activiteiten flink toegenomen wat resulteerde in nieuwe woningen, winkels, restaurants en hotels (de meeste gebouwd na 2005).
Zoals in veel andere steden in het post-communistisch tijdperk, sloten veel bedrijven in de jaren 1990. Een wolverwerkingsbedrijf en een aantal kleinere vee-gerelateerde bedrijven verwerken echter nog steeds producten afkomstig van de 2 miljoen dieren in de ajmag.

## Transport
Het vliegveld heeft een verharde baan en biedt vluchten naar Ulaanbaatar en Hovd, en een onregelmatige verbinding met Ulaangom in Mongolië en Almaty in Kazachstan. 
De ajmag Bajan-Ölgi heeft grensovergangen met Rusland en China. Het Tsagaannuur grensstation met Rusland is het hele jaar geopend en is de handigste routen voor reizen naar Kazachstan. Dit grensstation heeft geen immigratiekantoor, een eventueel visum moet verkregen worden voordat men naar de grens gaat. Het Taikeshken-grensstation naar China is alleen in de zomer open, door de hoge bergpassen is dit traject in de wintermaanden slecht begaanbaar.
In Bajan-Ölgi zijn er buiten de hoofdstad slecht enkele verharde wegen. De helft van de route naar Tsaagannuur (30 km van de grens) is verhard. De verharding van de hele route vanaf de grens tot Ulaanbaatar is gepland. Het deel van Övörhangaj naar Ulaanbaatar is gereed, of 600 km van de totale afstand van 1600 km.
Er is een regelmatige busdienst tussen Ölgi en Ulaanbaatar, die drie keer per week vertrekt. De non-stop reis duurt 48 uur onder gunstige omstandigheden, maar ook wel drie tot 5 dagen. Onderweg wordt gestopt voor maaltijden en rustpauzes.

## Klimaat
Ölgi kent een koud woestijnklimaat. Door de beschutting van omringende gebergten valt er gemiddeld slechts 114 mm neerslag per jaar. Juli is de minst droge maand met 34 mm; van november t/m februari valt, afgezien van wat lichte sneeuw, bijna niets.
De gemiddelde maximumtemperatuur overdag bedraagt in januari -10,5°C en in juli 22,8°C. Door de hoge ligging op 1700 meter boven zeeniveau is het in de zomer niet heel warm. De gemiddelde minimumtemperatuur in de nacht ligt in de koudste maand januari bij -22,5°C.